# Jaroslav Alexa
Jaroslav Alexa (6. července 1949, Brno – 5. srpna 2008, Mariánské Lázně) byl československý atlet, který se věnoval skoku do výšky. Později působil jako trenér a sportovní funkcionář.

## Sportovní kariéra
Začal s atletikou v Brně, kde se v roce 1963 zúčastnil žákovské ligy a stal se členem Spartaku ZJŠ Brno. Zde pod vedením trenéra Odehnala závodil sedm let. V roce 1966 skončil na evropských juniorských hrách (předchůdce mistrovství Evropy juniorů v atletice) v Oděse na dvanáctém místě. Bronz zde mj. získal Rudolf Baudis. Dvakrát reprezentoval na letních olympijských hrách. Na olympiádě v Ciudad de México 1968 i v Mnichově 1972 však neprošel sítem kvalifikace. Od roku 1971 působil v Dukle Praha. Byl několikanásobným mistrem ČR v letech 1968 až 1976, získal i řadu titulů halového mistra. V letech 1968 až 1972 vytvořil čtyři československé rekordy, postupně od 215 cm (rok 1968) až do 221 cm z 19. srpna 1972 v Praze. Výška 221 cm byla jeho osobním rekordem. Reprezentoval ČSSR v 16 mezistátních utkáních.